# Aeropuerto Internacional de Búfalo-Niágara
El Aeropuerto Internacional de Búfalo-Niágara (IATA: BUF, OACI: KBUF, FAA LID: BUF) es un aeropuerto situado en Cheektowaga, en el Condado de Erie, Nueva York. El aeropuerto recibe su nombre por la región metropolitana de Búfalo-Niágara, ya que el aeropuerto presta servicio tanto a Búfalo (Nueva York) como al suroeste de Ontario (Canadá), a través de conexiones lanzadera con los aeropuertos internacionales de Toronto Pearson y Hamilton-Munro.
Es el aeropuerto más activo del norte del estado de Nueva York, y el tercero con mayor tráfico de pasajeros de todo el estado, tras JFK y LaGuardia.

## Aerolíneas y destinos

### Pasajeros
| Aerolíneas           | Destinos |
| -------------------- | --- |
| American Airlines    | Charlotte, Dallas/Fort Worth Estacional: Chicago–O'Hare, Filadelfia |
| American Eagle       | Chicago–O'Hare, Filadelfia, Nueva York–LaGuardia, Washington–National Estacional: Miami                                                                                     |
| Delta Air Lines      | Atlanta, Detroit Estacional: Mineápolis/St. Paul (finaliza el 7 de septiembre de 2025)                                                                                      |
| Delta Connection     | Detroit, Nueva York–JFK, Nueva York–LaGuardia |
| Frontier Airlines    | Atlanta, Orlando, Tampa Estacional: Denver, Fort Myers, Raleigh/Durham |
| JetBlue Airways      | Boston, Fort Lauderdale, Nueva York–JFK, Orlando Estacional: Los Ángeles, West Palm Beach                                                                                   |
| Southwest Airlines   | Baltimore, Chicago–Midway, Denver, Las Vegas, Nashville, Orlando, Phoenix–Sky Harbor, Tampa Estacional: Dallas–Love, Fort Lauderdale, Fort Myers, Sarasota, West Palm Beach |
| Sun Country Airlines | Estacional: Mineápolis/St. Paul |
| United Airlines      | Chicago–O'Hare, Denver, Newark Estacional: Washington–Dulles |
| United Express       | Chicago–O'Hare, Newark, Washington–Dulles |

### Carga
| Aerolíneas    | Destinos                                                   |
| ------------- | ---------------------------------------------------------- |
| Ameriflight   | Binghamton, Elmira, Plattsburgh                            |
| FedEx Express | Indianápolis, Memphis, Ottawa, Siracusa                    |
| UPS Airlines  | Filadelfia, Hartford, Louisville, Raleigh/Durham, Siracusa |

## Estadísticas

### Tráfico anual
| Año  | Pasajeros Totales | % Cambio    |
| ---- | ----------------- | ----------- |
| 2002 | 3,716,000         | Sin cambios |
| 2003 | 4,013,000         | 7.99%       |
| 2004 | 4,348,000         | 8.35%       |
| 2005 | 4,804,000         | 10.49%      |
| 2006 | 4,983,000         | 3.73%       |
| 2007 | 5,405,000         | 8.47%       |
| 2008 | 5,461,000         | 1.04%       |
| 2009 | 5,278,000         | 3.35%       |
| 2010 | 5,194,000         | 1.59%       |
| 2011 | 5,110,000         | 1.62%       |
| 2012 | 5,145,000         | 0.68%       |
| 2013 | 5,101,000         | 0.86%       |
| 2014 | 4,720,000         | 7.47%       |
| 2015 | 4,643,000         | 1.63%       |
| 2016 | 4,606,000         | 0.79%       |
| 2017 | 4,670,000         | 1.39%       |
| 2018 | 5,015,000         | 7.39%       |
| 2019 | 4,892,000         | 2.45%       |
| 2020 | 1,395,000         | 71.48%^     |
| 2021 | 2,896,000         | 107.59%     |
| 2022 | 3,983,000         | 37.53%      |
| 2023 | 4,556,000         | 14.39%      |
| 2024 | 4,961,000         | 8.89%       |

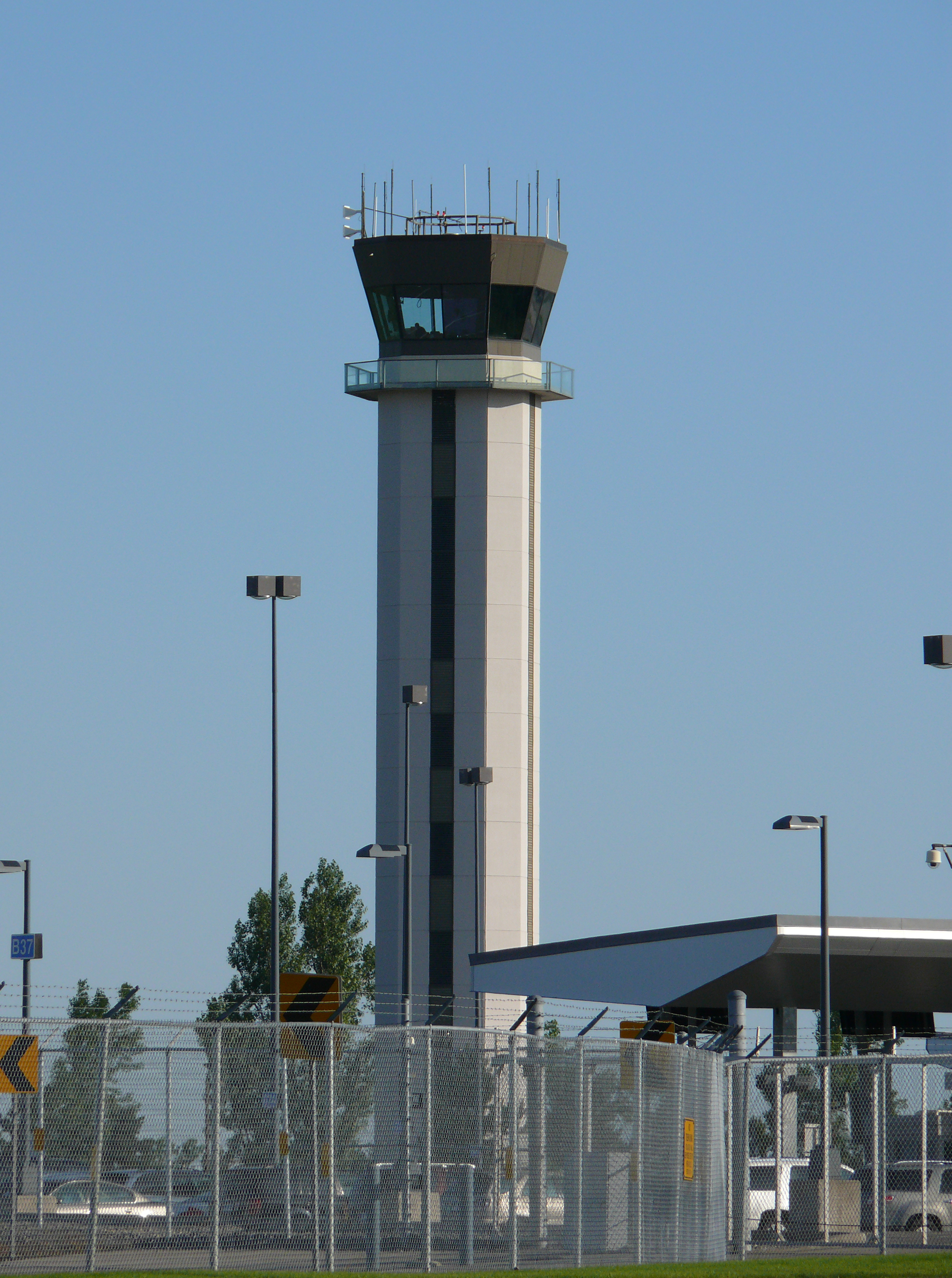
Torre de control del aeropuerto.

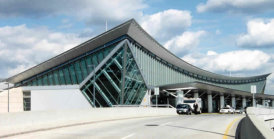
Fachada del aeropuerto.

^Fuerte disminución del tráfico provocada por la Pandemia de COVID-19

### Rutas más transitadas
| Número | Ciudad                        | Pasajeros | Aerolínea                                              |
| ------ | ----------------------------- | --------- | ------------------------------------------------------ |
| 1      | Orlando, Florida              | 244,000   | Frontier Airlines, JetBlue Airways, Southwest Airlines |
| 2      | Nueva York, Nueva York (JFK)  | 241,000   | Delta Connection, JetBlue Airways                      |
| 3      | Baltimore, Maryland           | 207,000   | Southwest Airlines                                     |
| 4      | Atlanta, Georgia              | 196,000   | Delta Air Lines                                        |
| 5      | Charlotte, Carolina del Norte | 191,000   | American Airlines                                      |
| 6      | Chicago, Illinois (ORD)       | 182,000   | American Eagle, United Airlines, United Express        |
| 7      | Nueva York, Nueva York (LGA)  | 120,000   | American Eagle, Delta Connection                       |
| 8      | Detroit, Míchigan             | 118,000   | Delta Air Lines, Delta Connection                      |
| 9      | Tampa, Florida                | 105,000   | Frontier Airlines, Southwest Airlines                  |
| 10     | Chicago, Illinois (MDW)       | 104,000   | Southwest Airlines                                     |